# Revolusongs
Revolusongs è un EP pubblicato dai Sepultura in Brasile e Giappone. Contiene sette cover, e ottenne buone recensioni ma, a causa della limitata distribuzione, non ebbe grande successo commerciale.
Successivamente, venne inserito come bonus nell'edizione limitata dell'album successivo Roorback del 2003.
Per la cover degli U2 Bullet the Blue Sky venne girato un videoclip.

## Tracce
1. Messiah (3:27) (Hellhammer cover)
2. Angel (5:13) (Massive Attack cover)
3. Black Steel in the Hour of Chaos (4:02) (Public Enemy cover)
4. Mongoloid (2:35) (Devo cover)
5. Mountain Song (3:28) (Jane's Addiction cover)
6. Bullet the Blue Sky (4:34) (U2 cover)
7. Piranha (3:39) (Exodus cover)

## Formazione
- Andreas Kisser - chitarra
- Derrick Green - voce
- Igor Cavalera - batteria
- Paulo Jr. - basso